# Cardamine lacustris
Cardamine lacustris är en korsblommig växtart som först beskrevs av Garn.-jones och P.N. Johnson, och fick sitt nu gällande namn av Peter B. Heenan. Cardamine lacustris ingår i släktet bräsmor, och familjen korsblommiga växter. Inga underarter finns listade i Catalogue of Life.